# Андреј Чернишов
Андреј Алексејевич Чернишов (рус. Андрей Алексеевич Чернышов; Москва, 7. јануар 1968) руски је фудбалски тренер и бивши фудбалер који је играо на позицији централног бека.